# Wonderland (Paul Young)
Wonderland is een nummer van de Britse zanger Paul Young uit 1986. Het is de eerste single van zijn derde studioalbum Between Two Fires.
Wonderland is een ballad met gospel-invloeden. Het nummer werd een klein hitje op de Britse eilanden, in Australië en in het Nederlandse taalgebied. In het Verenigd Koninkrijk bereikte het de 24e positie. In de Nederlandse Top 40 schopte het nummer het tot de twaalfde positie en in de Vlaamse Radio 2 Top 30 kwam het een plekje hoger.